# Night of Fear
Pour plus de détails, voir Fiche technique et Distribution.
Night of Fear est un film australien réalisé par Terry Bourke, sorti en 1973.

Le film fut une influence pour Massacre à la tronçonneuse de Tobe Hooper.

## Synopsis
Un homme vivant seul dans un bois traque sans pitié les passants, puis les capture. Lorsque la voiture d'une femme tombe en panne, elle est la prochaine victime sur la liste de l'ermite.

## Fiche technique
- Titre français : Night of Fear
- Réalisation et scénario : Terry Bourke
- Photographie : Peter Hendry
- Montage : Ray Alchin
- Pays d'origine : Australie
- Format : Couleurs - 35 mm
- Genre : horreur, thriller
- Durée : 54 minutes
- Date de sortie : 1973

## Distribution
- Norman Yemm : l'homme
- Carla Hoogeveen : la femme
- Mike Dorsey : l'amant
- Briony Behets : la cavalière